# Тарбагатайское сельское поселение (Забайкальский край)
Тарбагатайское се́льское поселе́ние — муниципальное образование в Петровск-Забайкальском районе Забайкальского края Российской Федерации. До 30 декабря 2019 года являлось городским поселением.
Административный центр — село (в 1958—2019 годах — посёлок городского типа) Тарбагатай.

## История
Статус и границы городского поселения установлены Законом Читинской области от 19 мая 2004 года «Об установлении границ, наименований вновь образованных муниципальных образований и наделении их статусом сельского, городского поселения в Читинской области».
Закон Забайкальского края от 25 декабря 2013 года № 922-ЗЗК «О преобразовании и создании некоторых населенных пунктов Забайкальского края»:
Распоряжением Правительства России от 13 мая 2015 года № 860-Р селу Нижний Тарбагатай присвоено название.

## Население
| 2009  | 2010  | 2011  | 2012  | 2013  | 2014  | 2015  |
| ----- | ----- | ----- | ----- | ----- | ----- | ----- |
| 2404  | ↘2227 | ↘2225 | ↘2212 | ↘2169 | ↘2154 | ↘2132 |
| 2016  | 2017  | 2018  | 2019  | 2020  | 2021  |       |
| ↘2114 | ↘2070 | ↘2051 | ↘2024 | ↘1985 | ↘1592 |       |

## Состав городского поселения
| № | Населённый пункт  | Тип населённого пункта | Население |
| - | ----------------- | ---------------------- | --------- |
| 1 | Нижний Тарбагатай | село                   |           |
| 2 | Тарбагатай        | село                   | ↘1945     |